# Saint-Maurice-Saint-Germain
 Saint-Maurice-Saint-Germain  es una población y comuna francesa, en la región de  Centro, departamento de Eure y Loir, en el distrito de Nogent-le-Rotrou y cantón de La Loupe.

## Demografía
| 234 | 261 | 366 | 378 | 320 | 355 |
| Para los censos de 1962 a 1999 la población legal corresponde a la población sin duplicidades (Fuente: INSEE [Consultar]) |     |     |     |     |     |